# Théodore Antonin
Pour les articles homonymes, voir Antonin.
Théodore Antonin est un ancien entraîneur français de football.

## Biographie
Il est une des personnalités du football martiniquais. De 1998 à 2001, il fut l’entraîneur adjoint de la sélection martiniquaise, dirigée par Saint-Hubert Reine Adélaïde. Il participa à la Coupe de la Caraïbe lors des éditions 1998 et 2001 . 
Puis en 2002, il devint le sélectionneur et pour la deuxième participation de la Martinique à la Gold Cup, il réussit à atteindre les quarts-de-finale, ce qui constitue la meilleure performance des Martiniquais. En 2003, il réussit à la qualifier une nouvelle fois, mais l’équipe fut éliminée au premier tour. 
Il s’investit dans le football martiniquais  en tant que président de l'amicale des éducateurs de football de la Martinique.